# Someone’s Watching Over Me
Someone’s Watching Over Me – piosenka napisana przez Karę DioGuardi and Johna Shanksa i wyprodukowane przez Shanksa dla drugiego albumu Hilary Duff zatytułowanego Hilary Duff (2004). Jeff Rothschild i Shanks zmiksowali piosenkę. Piosenka została wydana jako drugi singel promujący album poza USA w 2005 roku, w Australii był numerem #22 i pozostawał w pierwszej czterdziestce przez dziewięć tygodni. B-side singla jest coverem piosenki The Who My Generation.
Piosenka odegrała rolę w filmie z 2004 roku Szansa na sukces, w którym zagrała Duff; w filmie, który opowiada o letnich warsztatach muzycznych, Terri (grana przez Duff) pisze piosenkę wraz z kolegą Jayem (Oliver James) i śpiewa ją w punkcie kulminacyjnym filmu dla innych uczniów i ich rodziców. Scena występu została wykorzystana jako teledysk, którego premiera odbyła się w programie rage na ABC Broadband w styczniu 2005.

## Ścieżka
1. "Someone’s Watching over Me" (Kara DioGuardi, John Shanks) – 4:11
2. "My Generation" (Pete Townshend) – 2:41